# Theophülaktosz Szimokattész
Theophülaktosz Szimokattész (Θεοφύλακτος Σιμοκάττης, Theofílaktosz Szimokátisz, latinul: Theophylactus Simocattus), (580 körül – 630 után) kora középkori bizánci történetíró.

## Élete és művei
Theophülaktosz Egyiptomból származott, és Hérakleiosz bizánci császár titkáraként 630 körül írta meg történeti művét, amely tulajdonképpen Menandrosz Protektor krónikájának folytatása. A szerző Maurikosz császár uralkodásának eseményeit (582–602) dolgozta fel 8 könyvben. Személyes tapasztalatokkal az eseményekre nézve ugyan nem rendelkezett, de császári udvarban több fontos forrás a kezébe juthatott. Krónikája ennek ellenére nehezen áttekinthető, mert nincs időrendi vázlata, és Theophülaktosz nemigen ért az igazán lényeges mozzanatok megragadásához.
A krónika stílusa túldíszített: antik szerzőktől kölcsönzött költői fordulatok, bonyolult körülírások, metaforák, allegóriák és más retorikai eszközök halmozása jellemzi.

## Személye aRégi tudós világ históriájában
Budai Ézsaiás teológus és történetíró a Régi tudós világ históriája című 1802-es, Debrecenben megjelent nagy tudós-lexikonában a következőket írja Theophülaktoszról:
| THEOPHILACTUS SIMOCATTA, Égyiptomból. Élt a’ VII-dik század eleinn Constantzinápolybann; Heraclius Tsászár alatt. A’ Leveleinn (Epistolae Morales 49; Rusticae 27; Amatoriae 28), és a’ természeti dólgokról való visgálódásinn kívül (α’ποριαι φυσιχαι), leírja 8. könyvekbenn a’ Mauricius Tsászár Históriáját oly hathatósann; hogy midőnn azt a’ gyilkos Phocasnak halála utánn közönséges helyenn elolvastaː minden halgatói sírásra fakadtak. |

## Magyarul megjelent művei
- részletek INː (szerk.) Simon Róbert – Székely Magda – Dimitriosz Hadziszː A bizánci irodalom kistükre, Európa Könyvkiadó, Budapest, 1974, ISBN 963-07-0345-9, 89–95 p.
- Világtörténelem; ford., bev., jegyz. Olajos Teréz; Balassi, Budapest, 2012 (Magyar őstörténeti könyvtár)